# Boogeyman 2
Boogeyman 2 (O Pesadelo 2 no Brasil e Quem Tem Medo do Papão 2? em Portugal) é um filme norte-americano do gênero terror do ano de 2008. Foi dirigido por Jeff Betancourt e estrelado por Michael Graziadei, Danielle Savre e Chrissy Griffith.
É a continuação do filme Boogeyman (2005) e antecessor de Boogeyman 3 (2009). O filme foi lançado em 20 de Janeiro nos Estados Unidos.

## Sinopse
Após testemunhar a brutal morte de seus pais, Laura (Danielle Savre) é internada em uma clínica psiquiátrica de uma cidade americana, sob os cuidades do Dr. Mitchell Allen (Tobin Bell).
Aterrorizada com o que está acontecendo em sua vida, ela se junta aos outros pacientes do local, que também são prisioneiros de suas próprias fobias. Nesse momento quando Laura começa a superar seus problemas o assassino de seus pais volta e começa a matar todas as pessoas que estão na clínica.

## Elenco
- Danielle Savre ... Laura Porter
- Matt Cohen ... Henry Porter
- Chrissy Griffith ... Nicky
- Michael Graziadei ... Darren
- Mae Whitman ... Alison
- Renée O'Connor ... Dr. Jessica Ryan
- Tobin Bell ... Dr. Mitchell Allen
- Johnny Simmons ... Paul
- David Gallagher ... Mark
- Lesli Margherita ... Gloria
- Tom Lenk ... Perry
- Sammi Hanratty ... Young Laura
- Jarrod Bailey ... Young Henry
- Lucas Fleischer ... Sr. Porter
- Suzanne Jamieson ... Sra. Poterhead

## Recepção
O orçamento da produção foi de $4,500,000, o filme arrecadou $2,333,673 nas vendas de DVD nos EUA e arrecadou mais $562,064 com vendas em outros países. Apesar da bilheteria negativa, o filme teve uma seqüência chamada de Boogeyman 3 lançada diretamente em DVD.